# ويليام بايرون، ثالث بارون بايرون
ويليام بايرون، ثالث بارون بايرون (1636 - 13 نوفمبر 1695) رجل نبيل وسياسي وشاعر إنجليزي. كان بايرون ابن ريتشارد بايرون، ثاني بارون بايرون وإليزابيث روسيل. أخذ لقب ثالث بارون بايرون عام 1679 بسبب وفاة أبيه. توفي اللورد بايرون في 13 نوفمبر 1695 وخلفه ابنه الخامس ويليام بايرون، رابع بارون بايرون.